# Smiley (Texas)
Pour les articles homonymes, voir Smiley (homonymie).
Smiley est une ville située au sud du comté de Gonzales, au Texas, aux États-Unis,.

## Démographie
Lors du recensement de 2010, la ville comptait une population de 549 habitants. Elle est également estimée, en 2016, à 575 habitants.

### Source de la traduction
- (en) Cet article est partiellement ou en totalité issu de l’article de Wikipédia en anglais intitulé « Smiley, Texas » (voir la liste des auteurs).